# Can Xicoi
Can Xicoi és una masia situada al municipi d'Arenys de Munt a la comarca catalana del Maresme.